# Carnivoro

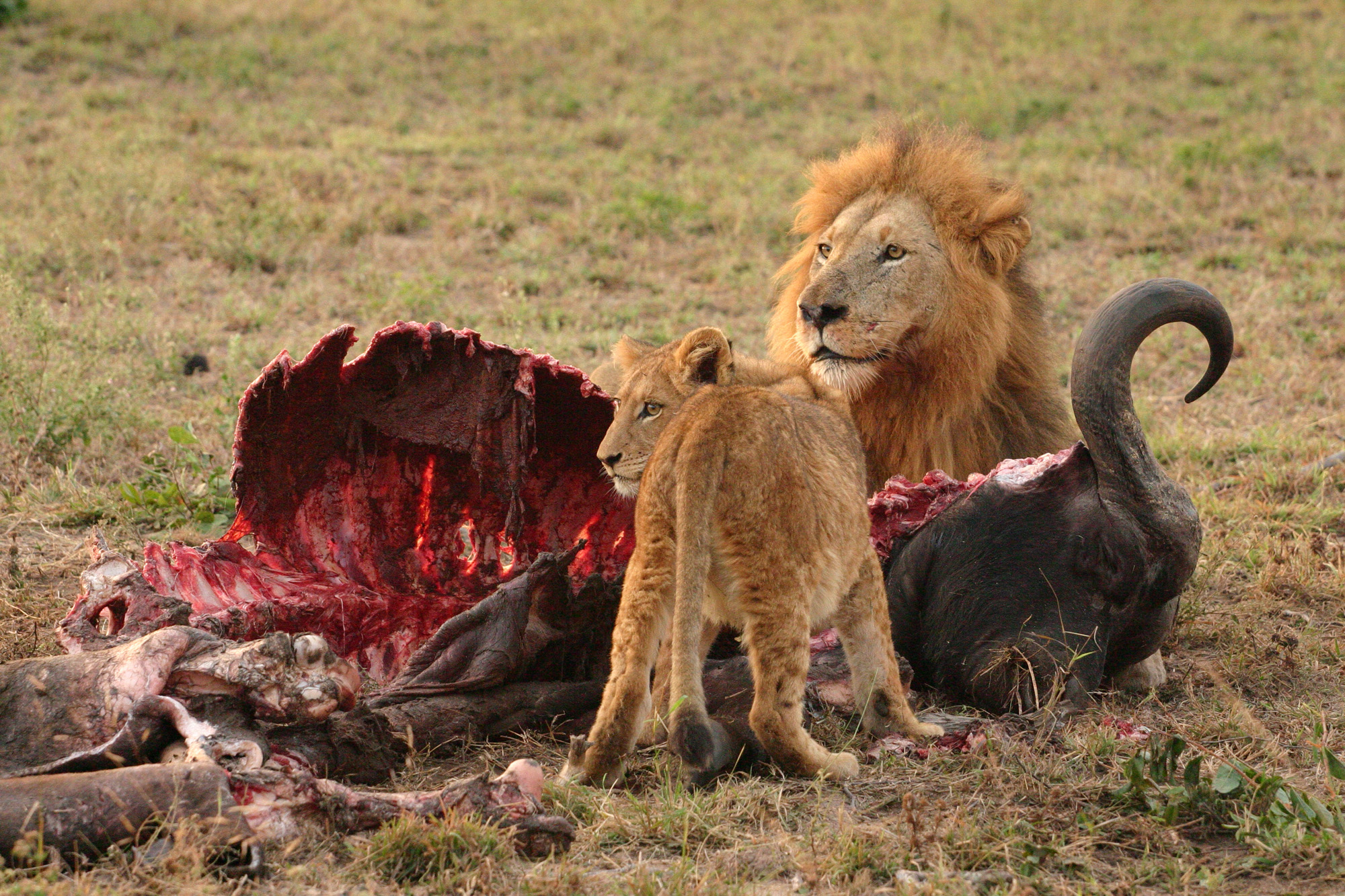
I leoni sono dei carnivori voraci: richiedono fino a 15 kg di carne al giorno.

In zoologia un carnivoro è un animale con una dieta consistente in massima parte di carne. In un senso più generale, un animale viene considerato carnivoro se le sue abitudini alimentari consistono nell'uccidere altri animali per nutrirsi dei loro tessuti (predazione) o nutrirsi dei tessuti di animali uccisi da altri predatori (saprofagia). La saprofagia non esclude la predazione e viceversa.

## Caratteristiche
Secondo tale definizione, quindi, non tutti i carnivori appartengono all'ordine dei Carnivora, come si potrebbe pensare, ma vi sarebbero carnivori pressoché in ogni taxon vivente, anche fra gli invertebrati (aracnidi, mantidi etc.) e, addirittura, fra le piante (piante carnivore) e i funghi (funghi carnivori). Fra l'altro, alcuni esponenti dell'ordine Carnivora non sono carnivori in senso stretto: sono un esempio gli orsi, i cani e i procioni.

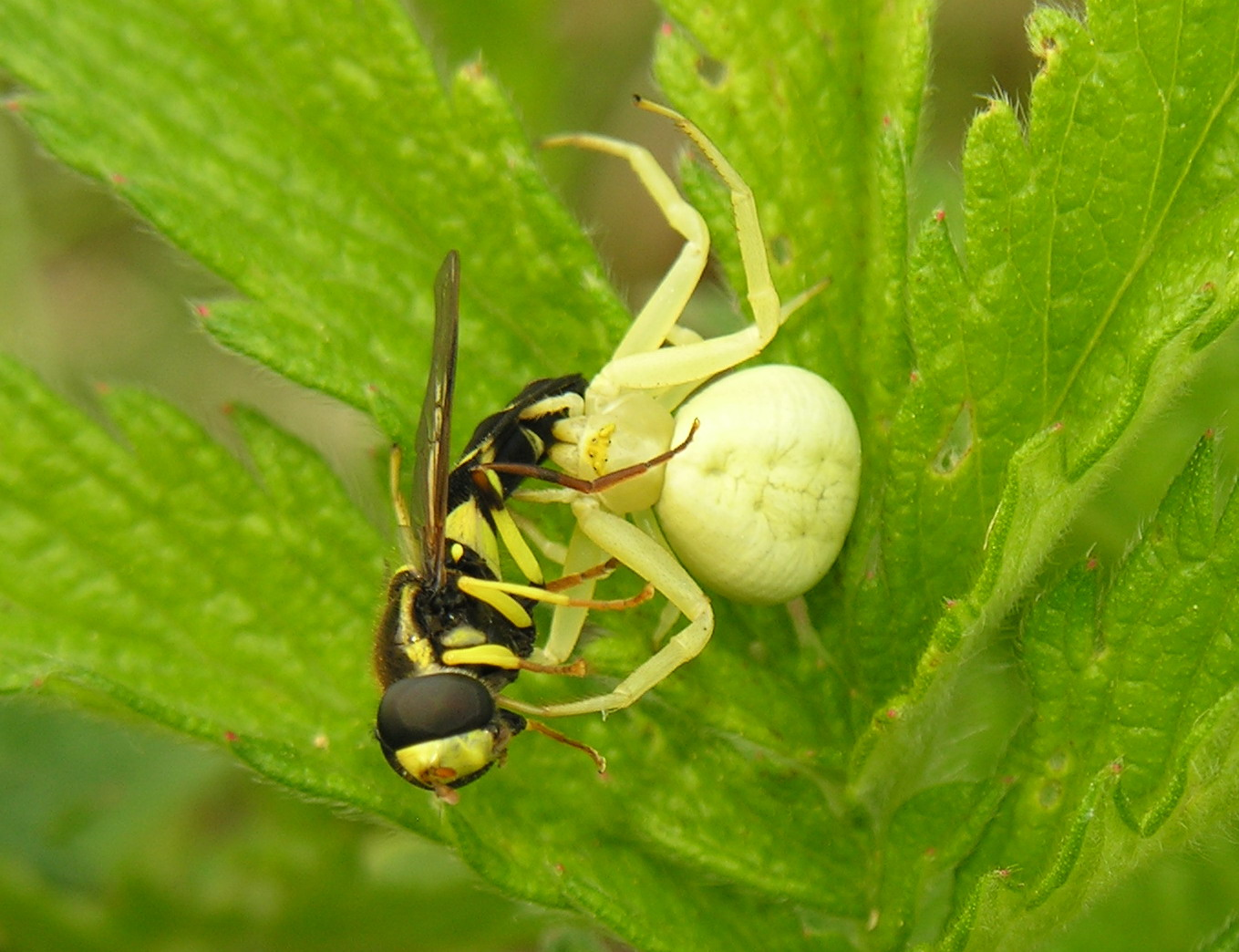
Molte specie di ragni sono carnivore, o più precisamente insettivore

Per evitare un'eccessiva genericità, si preferisce indicare come carnivoro in senso stretto solo un animale che si nutre di carne, mentre, per indicare animali dalla dieta più specifica, sono stati coniati i concetti di animale insettivoro (ossia che si nutre prevalentemente di insetti e di altri invertebrati), piscivoro (per quanti si nutrono di pesci), avivoro (per quanti si nutrono prevalentemente di uccelli), ofiofago (per quanti si nutrono esclusivamente di serpenti), spongivoro (per quanti si nutrono esclusivamente di spugne), lepidofago e mucofago (per quanti si nutrono di scaglie o muco cutaneo di altri pesci), ematofago (per quanti si nutrono di sangue) e molluscivoro (qualora l'animale si nutra di molluschi).
Gli animali che hanno necessariamente bisogno di carne per poter sopravvivere sono detti carnivori obbligati o ipercarnivori. Essi possono in realtà nutrirsi anche di altre sostanze di origine animale (come miele o uova), tuttavia, tali elementi rientrano solo sporadicamente nella loro dieta.
La loro dentatura e il loro apparato digerente sono specializzati per una dieta a base di carne, con un intestino piuttosto corto e forti mascelle con denti affilati per strappare e fare a pezzi la carne delle prede. Un esempio di ipercarnivoro sono i felidi in generale, gli ofidi e la maggior parte dei dinosauri teropodi. 
Anche gli ipercarnivori possono ingerire piante: questo tuttavia avviene non per esigenze di carattere nutritivo, quanto piuttosto perché le piante sono un ottimo emetico per questi animali.